# Дом министра государственных имуществ
Дом министра государственных имуществ — памятник архитектуры. Расположен в Санкт-Петербурге, современный адрес дома — Большая Морская улица, 44, Исаакиевская площадь, 13, набережная реки Мойки, 89.

## Предыстория

### Дом Болиной
После пожаров в Морской слободе владельцем участка по именному указу Анны Иоанновны в 1745 году стал купец «Козма Семёнов сын Томашевский». Спустя несколько лет он построил одноэтажный с мезонином дом в 21 окно, главным фасадом выходящий на площадь; в 1765 году он решил продать здание (что и сделал ещё через два года). В 1767 году участок приобрёл Иоганн Андреевич Шейерман, который перепродал его Егору Григорьевичу Нехорошеву. Нехорошев проводил в доме аукционные торги за невыкупленные из залога вещи; в 1768 году Якоб Сиберт демонстрировал здесь же фейерверки и некое «сферическое зеркало» диаметром в 18 дюймов.
После Нехорошева владельцем был Асмус Шель, у него арендовали помещения книготорговцы Шейбнер и Еверс. Аграфена Христофоровна, вдова Шеля, продала владение в 1797 году своему зятю Андрею Григорьевичу Ремплеру (Римплер/Рикнер). Он был саксонцем, в 1809 году вместе с семьёй получил российское подданство, работал оценщиком Кабинета её императорского величества. Одна его дочь вышла замуж за ювелира Яна, другая, Катарина Эрнестина — за основателя ювелирного дома Болин, она же владела домом до сноса в середине 1840-х годов.

### Дом Митусова
Западнее участка 44 был двор, на котором в 1760-х годах был построен одноэтажный особняк на высоких подвалах и с въездными воротами. С 1806 года в доме располагался съезжий двор 1-й Адмиралтейской части, в 1809 владение получил Пётр Петрович Митусов. В 1828 году в доме жил Алексей Маркович Полторацкий, который позднее женился на сестре Павла Дмитриевича Киселёва, первого из министров, позднее занимавших современное здание. Полторацкий был братом жены А. Н. Оленина. В 1837 году в доме жил Пётр Андреевич Фредерикс.
К моменту сноса для строительства дома министра дом был двухэтажным с четырёхколонным портиком.

## Современное здание

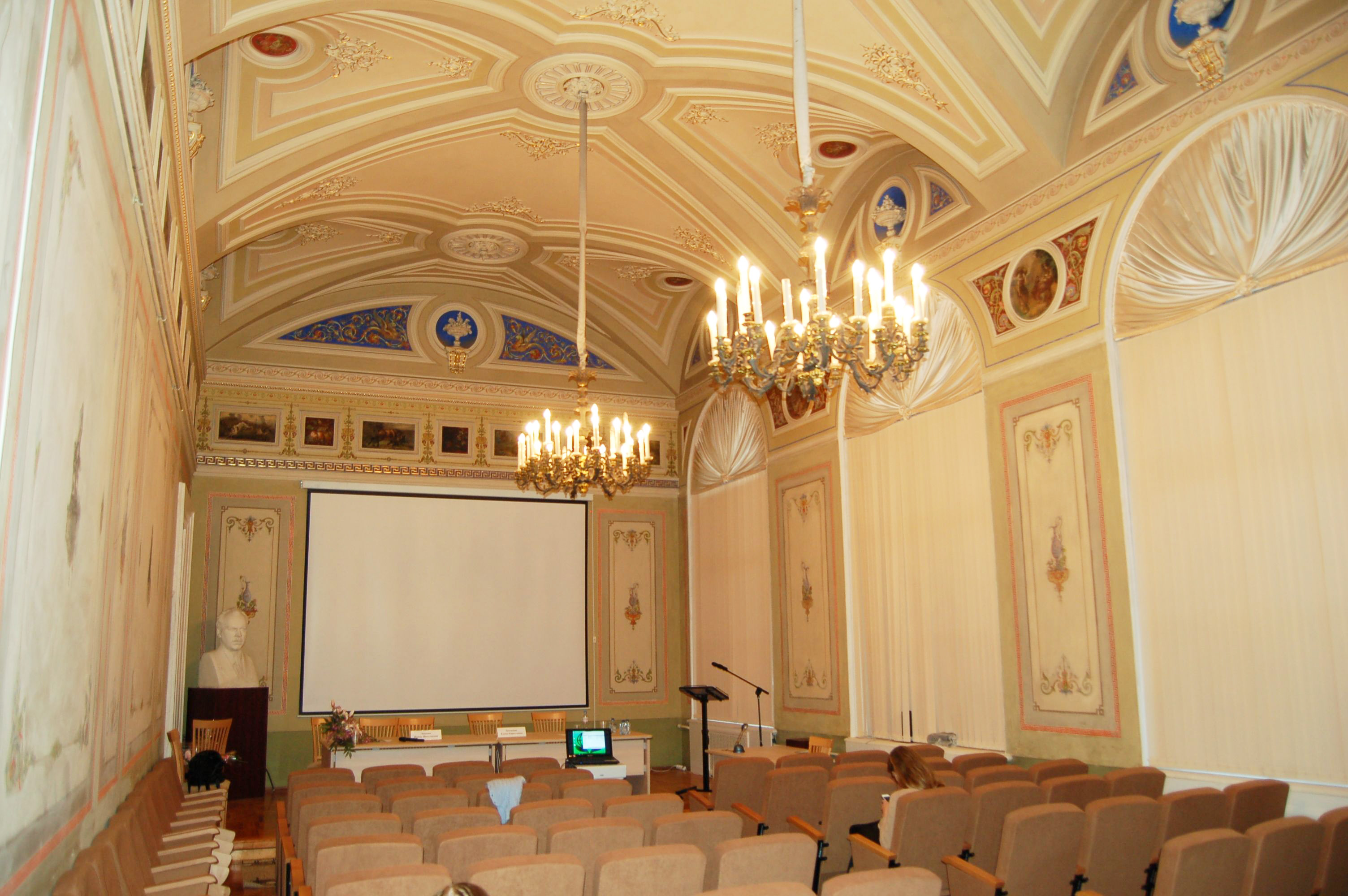
Помпейский зал

Здание трапецеидальное в плане, повторяет конфигурацию участка, в нём есть внутренний двор. Главный фасад обращён на Исаакиевскую площадь. Построено по проекту Н. Е. Ефимова с использованием мотивов итальянского Возрождения в 1844—1853 годах (проект утвердили 6 февраля 1847 года), строилось с замыслом оформления городской площади. Ефимов также участвовал в возведении здания, но после его смерти в 1851 году отделкой занимался Л. Л. Бонштедт. Общая стоимость здания составила 400 000 рублей, его фасад по сравнению с фасадами ранее стоявших на участке домов с целью расширения Исаакиевской площади отодвинули примерно на 15 метров.
Дом украшен коринфскими трёхчетвертными колоннами, балконом по центру фасада и арочными окнами, которые на последнем этаже заключен ы прямоугольные рамки с прямыми сандриками, архитектурная обработка и интерьеров, и внешнего вида более богата, чем одновременно и по проекту того же архитектора строившегося напротив здания министерства государственных имуществ (что отчасти вызвано худшей естественной освещённостью здания). В работах были задействованы А. И. Теребенёв, Д. И. Йенсен, А. Дылев, чугунная решётка с орнаментом на завершении фасадов выполнена на заводе Ч. Берда. Помимо резиденции министра, в здании размещались канцелярия, типография, архив Министерства. Кроме внешнего вида, в сравнении со зданием министерства были более богато отделаны и интерьеры — парадные залы, Помпейский зал (украшенный фресками и фризом из панно, обрамлённых штукатурными тянутыми рамками), парадная лестница.
С 1922 года в доме размещался Институт прикладной ботаники и новых культур, сейчас — Всероссийский научно-исследовательский институт растениеводства имени академика Н. И. Вавилова. К 100-летию со дня рождения Н. И. Вавилова в здании был воссоздан его рабочий кабинет.

### Церковь Воскресения Христова
С 1984 года служащие министерства земледелия собирали деньги на собственную домовую церковь св. Александра Невского. Она так и не была создана, но с 1910 года обустраивалось временное помещение для служений в Страстную и Светлую недели. 14 февраля 1912 года А. В. Кривошеин получил разрешение создать церковь в двух комнатах первого этажа с видом на Мойку, утвердивший проект Николай II предложил оформить храм в стиле «времен Алексея Михайловича» (древнерусском стиле). Для работ по отделке наняли А. В. Прахова, 29 марта 1914 года церковь была освящена военным протопресвитером Г. И. Шавельским. Помещение было расписано «палатным письмом», на входе располагался майоликовый портал с кованой решеткой, трёхъярусный иконостас был золочёной копией иконостаса Троицкого собора Ипатьевского монастыря в Костроме, запрестольный крест подражал кресту царевны Татьяны Алексеевны, а Евангелие — книге царя Алексея Михайловича. Иконы были списаны с икон XVII века.
В 1919 году храм был закрыт и отдан под книжный склад, в бывшей церкви теперь размещена библиотека.